# 皮赛地区圣阿芒
皮赛地区圣阿芒（法語：Saint-Amand-en-Puisaye，法語發音：[sɛ̃.t‿amɑ̃ ɑ̃ pɥizɛ]），或纯音译作圣阿芒昂皮赛，是法国涅夫勒省的一个市镇，属于卢瓦尔河畔科讷库尔区。

## 地理
皮赛地区圣阿芒（47°31'44"N, 3°4'28"E）面积41.51 平方千米，位于法国勃艮第-弗朗什-孔泰大區涅夫勒省，该省份为法国中部省份，北至约讷省，西北接卢瓦雷省，西接谢尔省，南至阿列省，东南接索恩-卢瓦尔省，东临科多尔省。
与皮赛地区圣阿芒接壤的市镇（或旧市镇、城区）包括：圣法尔若、圣韦兰、拉沃、皮赛地区穆捷、阿尔基扬、比特里、当皮埃尔苏布伊、特雷尼-佩勒斯-圣科隆布。

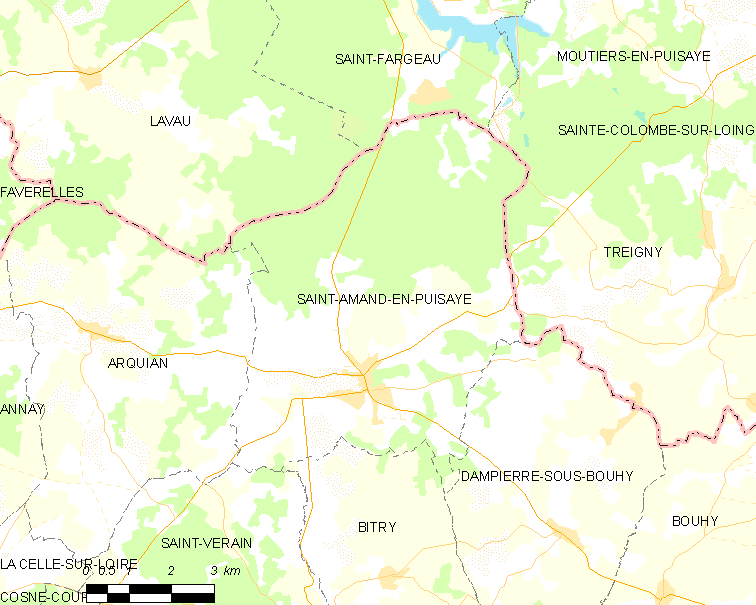
皮赛地区圣阿芒的OSM定位图

皮赛地区圣阿芒的时区为UTC+01:00、UTC+02:00（夏令时）。

## 行政
皮赛地区圣阿芒的邮政编码为58310，INSEE市镇编码为58227。

## 政治
皮赛地区圣阿芒所属的省级选区为卢瓦尔河畔普伊县。

## 人口

1962-2008年间皮赛地区圣阿芒人口变化图示

皮赛地区圣阿芒于2022年1月1日时的人口数量为1211人。